# Sarniwka (Lwiw)
Sarniwka (ukrainisch Сарнівка; russisch Сарновка/Sarnowka, deutsch Rehdorf) ist ein Dorf in der westukrainischen Oblast Lwiw mit etwa 140 Einwohnern.
Am 12. Juni 2020 wurde das Dorf ein Teil der neu gegründeten Stadtgemeinde Schowkwa im Rajon Lwiw, bis dahin gehörte es mit vier anderen Dörfern zur Landratsgemeinde Turynka (Туринка) im Rajon Schowkwa.

## Geschichte
Das Dorf entstand im Jahre 1883 auf dem Grund von Turynka als eine römisch-katholische Tochterkolonie anderer deutscher Siedlungen: Bruckenthal, Mokrotyn Kolonie und Wiesenberg.
Im Jahre 1900 lebten 124 deutschsprachige Einwohner in der Gemeinde Turynka (von 2933 Einwohnern).
Nach dem Ende des Polnisch-Ukrainischen Kriegs 1919 kam Rehdorf zu Polen. Im Jahre 1936 hatte die Siedlung etwa 100 Einwohner, und es gab eine römisch-katholische Kapelle.
Im Zweiten Weltkrieg gehörte der Ort zuerst zur Sowjetunion und ab 1941 zum Generalgouvernement, ab 1945 wieder zur Sowjetunion, heute zur Ukraine.